# Dave Saunders
David „Dave“ Patrick Saunders (* 19. Oktober 1960 in Seattle) ist ein ehemaliger US-amerikanischer Volleyballspieler, der zweimal Olympiasieger wurde. Er war 1986 Weltmeister und gewann 1987 bei den Panamerikanischen Spielen.
Dave Saunders studierte an der UCLA. Mit den UCLA Bruins, der Sportmannschaft seiner Universität, gewann er 1979, 1981 und 1982 den Titel der National Collegiate Athletic Association. Bei seiner einzigen Teilnahme an einer Sommer-Universiade belegte Saunders 1983 in Edmonton mit dem US-Team den zehnten Platz. Ebenfalls 1983 nahm Saunders mit dem US-Team an den Panamerikanischen Spielen in Caracas teil und erreichte den vierten Platz. Bei den Olympischen Spielen 1984 in Los Angeles gehörte Saunders zum US-Team, das nach dem Olympiaboykott der Ostblockmannschaften mit einem Finalsieg über Brasilien souverän die olympische Goldmedaille gewann. Dies war die erste Goldmedaille für die USA im Volleyball bei Olympischen Spielen.
Nach dem Olympiasieg übernahm Marv Dunphy die Trainerrolle im US-Team. Mit dem Sieg beim Weltcup 1985 und bei der Weltmeisterschaft 1986 bewiesen die US-Amerikaner, dass sie auch dann die beste Mannschaft der Welt waren, wenn die Gegner nicht boykottierten. Bei den Goodwill Games 1986 belegte das US-Team den zweiten Platz. Nach dem Sieg bei den Panamerikanischen Spielen 1987 in Indianapolis standen bei den Olympischen Spielen 1988 in Seoul noch vier Spieler aus dem siegreichen Team von 1984 in der Mannschaft. Neben Dave Saunders waren dies Craig Buck, Charles Kiraly und Steve Timmons. Im Finale gegen die Sowjetunion gewannen die US-Amerikaner mit 3:1 Sätzen.
Ab 1988 spielte Dave Saunders in Italien. Nach Beendigung seiner Karriere war er im Marketing und Verkauf in Südkalifornien tätig.